# فرانک دارابونت
فرانک دارابونت (به انگلیسی: Frank Darabont) کارگردان، فیلم‌نامه‌نویس و تهیه‌کنندهٔ آمریکایی است که ۳ بار برای جایزه اسکار و ۱ بار برای جایزه گلدن گلوب نامزد شده‌است. او فیلم‌های رستگاری در شاوشنک، مسیر سبز و مه را کارگردانی کرده که هر سه آن‌ها بر اساس داستان‌هایی از استیون کینگ ساخته شده‌اند. وی در سال ۲۰۱۰ تهیه‌کنندگی و کارگردانی اولین قسمت از مجموعه تلویزیونی مردگان متحرک برای شبکه تلویزیونی ای‌ام‌سی را بر عهده داشت.

## زندگی
در ۲۸ ژانویه سال ۱۹۵۹ در یک اردوگاه پناهندگان در مونبلیار (Montbéliard) فرانسه به دنیا آمد. خانوادهٔ او از مجارستان بعد از انقلاب ۱۹۵۶ میلادی فرار کرده بودند. او در کودکی به همراه خانواده‌اش به آمریکا مهاجرت کرد.

## فعالیت هنری
دارابونت در سن ۲۰ سالگی وارد حیطه فیلم‌سازی شد. یکی از اولین کارهایش، اقتباسی از داستان کوتاه زن در اتاق از استیون کینگ بود که به فهرست نیمه نهایی برای جایزه اسکار در سال ۱۹۸۳ راه یافت. او اولین فیلم بلندش به نام رستگاری در شاوشنک را نیز در سال ۱۹۹۴ بر اساس داستانی از کینگ ساخت که برای آن، نامزد دریافت جایزه اسکار بهترین فیلم‌نامه اقتباسی و شش جایزه دیگر در مراسم اسکار سال ۱۹۹۵ گردید.
بعد از یک وقفه ۵ ساله، دارابونت دومین فیلم بلند خود به نام مسیر سبز را که آن نیز بر اساس داستانی از استیون کینگ بود در سال ۱۹۹۹ ساخت. این فیلم، نامزد جایزه اسکار بهترین فیلم و بهترین فیلم نامه اقتباسی شد.
فیلم بعدی دارابونت مجستیک بود که با با بازی جیم کری در ۲۰۰۱ ساخته شد و علاوه بر نقدهای نه‌چندان مثبت منتقدان، در باجه فروش هم موفق ظاهر نشد و فقط توانست به اندازه نیمی از هزینه ساخت ۷۲ میلیون دلاری‌اش فروش داشته باشد.
در ۲۰۰۷ فیلم مه را این بار بر اساس داستانی ترسناک از استیون کینگ در ژانر وحشت ساخت.
او همچنین سعی کرده اقتباس‌های سینمایی از رمان‌های من اثر رابرت آر. مک کامون و فارنهایت ۴۵۱ نوشته ری بردبری را تولید کند. دارابونت همچنان امیدوار است که روزی هردو فیلم را بسازد.

## فیلم‌شناسی
- زنده به گور (فیلم تلویزیونی) (۱۹۹۰، کارگردان)
- رستگاری در شاوشنک (۱۹۹۴، نویسنده و کارگردان)
- مسیر سبز (۱۹۹۹، نویسنده، کارگردان و تهیه‌کننده)
- مجستیک (۲۰۰۱، کارگردان و تهیه‌کننده)
- مه (۲۰۰۷، نویسنده و کارگردان)
- مردگان متحرک (مجموعه تلویزیونی) (۲۰۱۰، نویسنده و کارگردان)
- شهر جنایتکاران (مجموعه تلویزیونی) (۲۰۱۳، نویسنده و کارگردان)